# Ilnur Sakarin
Ilnur Asatovitj Sakarin (russisk: Ильнур Азатович Закарин; født 15. september 1989) er en russisk tidligere cykelrytter. I 2007 vandt han europamesterskabet i enkeltstart for juniorer.

## Karriere
I 2009 blev han testet positiv for doping for brug af det anabolske steroid Dianabol og blev udelukket fra sporten i to år af det russiske cykelforbund. Han vendte tilbage til cykelsporten i 2011 og året efter fik han kontrakt med Itera-Katusha. I 2013-14 kørte han for RusVelo og fra 2015 kørte han for Team Katusha-Alpecin.